# ولید مسلوب
ولید مسلوب (انگلیسی: Walid Mesloub؛ زادهٔ ۴ سپتامبر ۱۹۸۵) بازیکن فوتبال اهل فرانسه است.
از باشگاه‌هایی که در آن بازی کرده‌است می‌توان به باشگاه فوتبال لو آور و باشگاه فوتبال لوریان اشاره کرد.
وی همچنین در تیم ملی فوتبال الجزایر بازی کرده‌است.